# 流川莉央
流川 莉央（るかわ りお、2002年1月12日 - ）は、日本のAV女優。LIGHT所属。

## 略歴
2022年6月にAVデビュー。
2024年3月18日週FANZA動画フロアランキングにて、出演作『身も心もスッキリできる噂のメンズビューティーサロン 銀座店』（unfinished）が初登場9位にランクイン。

## 人物
AVライターのくろがね阿礼は「デビュー作で見せた、ねっとり腰を動かす騎乗位は今も語り草」「騎乗位の時にキュッとおしりを締め上げるのもポイントです」と論評。イラストレーターの杜のひやし中華は「ボリューミーで弾力がある桃尻」は、バックで突くたびにパンパンと小気味良い音を奏でます」と批評した。
お笑い好きとしても知られ、特に霜降り明星の粗品のファンであることを公言している。2023年6月に行われた粗品の単独公演『電池の切れかけた蟹』では「太客」として紹介された。粗品が行うYouTubeの生配信では「るかりお」という名前でスーパーチャット（投げ銭）をしており、以降他の女優やファンからもこの愛称で親しまれている。
同年10月に行われた粗品の単独公演『電池の切れかけた蟹』では、自身の主演作で粗品のギャグ「は〜いこんにちは〜」「め〜っちゃこんにちは〜」を用いたというエピソードが紹介された。しかし公演中に粗品からその作品名を聞かれるが覚えておらず、会場に居合わせた他のファンが代わりに答えるという珍事が起こった。この一連のやり取りが粗品のYouTubeに投稿されると、その日のFANZA売れ筋ランキング上位に作品が定価でランクインする異例の事態となった。
愛称「るかりお」がポケットモンスターのルカリオと混同されることがあるが、流川莉央の愛称としては平仮名表記であるとして差別化をしている。

## 作品

### アダルトDVD
- ≪衝撃の手コキ & フェラ≫  女子アナ内定を蹴って… Gカップ美巨乳の名門現役女子大生AVデビュー（6月24日、アイデアポケット）
- 女子アナ候補生お嬢様の美尻グラインド騎乗位がすごすぎる♡（7月19日、PREMIUM）
- 手コキもフェラも騎乗位も凄い!! 現役女子大生の凄テクに我慢できたら中出し解禁!! 初めてのナマ中出し（7月26日、本中）
- 恥じらいMAX!!!千葉県産ビキニからハミでるおっぱい 逆転マジックミラー号 パート8 「海水浴中の素人ビキニ娘の大胆セックスをナマで見たくないですか?」 Gカップ以上限定 変態男達の前で見られているとは知らずに大胆ナマSEXを披露!（9月22日、SODクリエイト）
- 巨乳OL中出し絶頂りお Gcup 淫乱に目覚めた女子社員 〜子宮痙攣のホテル同伴出張〜 営業課 流川莉央（9月27日、オーロラプロジェクト・アネックス）
- 近寄りがたい程の美女なのに… 言い寄ってくる男と言われるがままにセックスしてしまう超天然オナペット（10月4日、グローリークエスト）
- マッチングアプリでゲット!! 即尺!即ハメ! 激カワGカップ若妻は即効型の都合のイイ絶倫タダマンビッチだった。（10月4日、ナンパJAPAN）※「りお」名義
- 淫らな吐息と潤んだ瞳で、いっぱい舐めるから…いっぱい挿れて… トロ顔おねだりフェラチオ（10月7日、h.m.p）
- 手コキに足コキ…超絶テクがすごい巨乳メイドのTバック尻に即ズボッ!! ボクのことを好き過ぎるご奉仕メイドとのなんともうらやましい日常。（10月11日、クリスタル映像）
- 栗の華の匂いと愛液に塗れた、御籠りセックス。（10月11日、オーロラプロジェクト・アネックス）
- 美巨乳Gcup Madonna初登場!! 学生時代のセクハラ教師とデリヘルで偶然の再会―。その日から言いなり性処理ペットにさせられて…。（10月11日、マドンナ）
- 湘南の海で出会った水着ギャルと一般デカチン男性が初対面マッチングCARで「素股オイルマッサージ」に挑戦! 見知らぬ男女は快楽のあまり密着即ズボで中出しまでしてしまうのか!? 4（10月18日、はじめ企画）※「りこ」名義
- ベロキス口淫特化性交 金持ち限定パパ活で高レベルなエロレロ美女 精子ごっくん4P乱交（10月18日、ABC/妄想族）
- Gカップパイズリ&ケツ堀りW快楽! 関西弁淫語を耳元で囁かれながらメスイキ調教（10月25日、ダスッ!）
- 「キミのガマン顔ずーーーっと見ててあげる。」 小悪魔女子の見つめあい射精管理ビデオ（11月8日、BALTAN）
- 泌尿器科のナース待ち伏せナンパ! AV男優の絶倫デカチン性病検査してみませんか? パンパンに膨らんだ竿と金玉をあの手この手で静めてください! チャレンジ成功で100万円! 失敗したら中出し罰ゲーム!（11月15日、はじめ企画）※「りえ」名義
- この子ヤバイ!! Gカップ関西娘とのSEXが楽しすぎる。（12月6日、S-Cute）
- 文京区にある女教師が通う整体セラピー治療院 34（12月6日、変態紳士倶楽部）
- 飯場の性処理人形妻 流川莉央（12月13日、オーロラプロジェクト・アネックス）
- 上司の前で・・ 私の妻がヌードモデルになりました。3 流川莉央（12月13日、ながえSTYLE）
- 父さん… 新しい義母さん、めちゃめちゃ美人で可愛いけどちょっと色々ヤバいです…。 親父が不在中、僕の性欲をもてあそび笑顔で中出しセックスを楽しむ飲酒淫乱ビッチ妻 流川莉央（12月20日、エムズビデオグループ）
- ブラコン姉が初めて弟の彼女に嫉妬し禁断の一線を越えてヨダレだらだら乳首舐めNTR! いつもベタベタしてくるブラコン姉…。ボクに彼女が出来たから大人しくなると思っていたのがまちがいだった! 姉は嫉妬し、超えてはいけないラインを超えてきた! エッチの経験が少ないボクの彼女に対し大人のテクニックでボクを責め続けてくる姉! ついには乳首責めで見事陥落してしまうボク。それからというもの何度発射させられたか分かりません。（12月27日、Hunter）

- ごっくん大好き! タダまんドスケベ女子!! 流川莉央（1月20日、プラネットプラス）
- 「仕方ないな～擦るくらいなら…」 寝相が悪くいつもお尻丸出しで寝ている姉は全く起きない! イタズラ程度に触ってたら我慢出来なくなって尻コキ決行!（1月24日、Hunter）
- 1K中出し部屋呑みドキュメント 20歳現役女子大生の関西弁新人・流川莉央ちゃん（2月7日、パコパコ団とゆかいな仲間たち/妄想族）
- ヤレる人妻回春マッサージ34 中出し交渉盗撮（2月7日、変態紳士倶楽部）
- 異性として意識してない友達男女が初めての素股に挑戦ww ヌルヌル… くちゅくちゅ… クリトリスとち○ぽを擦り合わせると友情が性欲に負けて我慢できずにヌルッと挿入してしまうのか!? エロ覚醒して中出しエチエチしちゃった女子大生SP（2月24日、赤面女子）
- 《強○わいせつ流出》《ブラック部活》女子マネ集団い○め/駅伝強豪・体育大学陸上部 / 被害者4名（3月2日、素人39）
- 玉が空っぽになるまで精液を搾りとる! 出張オイルマッサージ 流川莉央（3月5日、プラネットプラス）
- Kiss特化選手権 5人のゲスファン唾液交換したげる感謝祭 流川莉央（3月7日、バビロン/妄想族）
- 下着モデルレズビアン ～美白巨乳女子大生を羞恥で染め上げねっとり性感開発するセクハラモニターバイト～ 流川莉央 八乃つばさ（3月14日、ビビアン）
- 「ウチのお尻の方が好きやろ…?」 10年ぶりに再会した関西弁の色白幼馴染が僕の初めてできた彼女に嫉妬してデカ尻杭打ち騎乗位で中出し精子をヌキまくってきた話 流川莉央（3月21日、LUNATICS）
- 顔出し解禁!! マジックミラー便 働く女の最高峰! 大手航空会社のキャビンアテンダント 黒パンスト素股編 8人全員極上SEXスペシャル!! 美脚をおっ広げて赤面まんコキ! 濡れ出したCAオマ○コにヌルっと挿入!（3月21日、DEEP'S）
- 彼女いない歴15年の兄のために騎乗位の上手すぎる妹が暴発中出し励ましセックス 流川莉央（4月4日、BeFree）
- 女性が感じるセックスの基本はキス! ちゅっちゅね～（4月12日、MERCURY）
- 中出し露天温泉 アナウンサー顔の美肌美尻スキモノ淫乱関西弁美女（4月14日、ま○こ銀行）
- 強制的に女の子の恰好にさせられてビンカン乳首もアナルマ○コも悪戯されて犯される話。 流川莉央（4月18日、M男パラダイス）
- 童貞とダマされ許してしまった裏オプでガン突きされ何度も中出しされたメンエス嬢（4月20日、ナチュラルハイ）
- 最低10発はヌクッ!! 巨乳を震わせながらイキまくる何発でも中出しOKの巨乳媚薬サロン 流川莉央（5月9日、unfinished）
- 敏感舌舐廻姦 りお 二十歳（5月12日、MERCURY）
- ママ活で新大学生を骨抜きにしまくってる巨乳若妻29歳に接触成功も結局骨抜きにされた時のビデオ（5月12日、MERCURY）
- 変態Mパパを濃厚メスイキさせる天然小悪魔なパパ活痴女 流川莉央（5月16日、MEGAMI）
- お隣さんは俺のオナペット妻 流川莉央（5月16日、アクアモール/エマニエル）
- 看護師さんが、不妊治療での精液採取に苦戦していたら「本当は、ダメですからね。」とこっそり射精のお手伝い。病院内で内緒のずっぽん吸引フェラ・ケツ顔騎スタンプ・唾液ダラダラ接吻患者様のご要望には出来るだけお答えします。（5月25日、サディスティックヴィレッジ）
- 裸じゃないから問題ないでしょ!? スケスケヌレヌレ女子○生風呂! カラダは成長中なのに従姉妹たちは、今でも一緒にお風呂に入ろうと誘ってくるので断固拒否したら、制服のままだったらいいよね!と、制服姿でザブン! 僕のチ○ポはビンビン!（6月22日、SWITCH）
- 素人バラエティ 街歩く高学歴女子大生限定! ナマでスルより気持ち良い‘めちゃうすシート’越しにチンマンこすってみませんか? 体温伝わる極薄シート素股でデカチンの温もりを感じた敏感マ○コは潤いすぎてヌチャ音が止まらない! 偶然のフリをして自分から巨根を捻じ込んで、騎乗位激ピス! 受精確定の連続（浮気）中出しも拒めないなんて!（6月22日、サディスティックヴィレッジ）
- 部屋の内見に付き添ってくれた不動産屋のOLさん プリンプリンの巨尻が気になって部屋が目に入りません! 流川莉央（6月27日、かぐや姫Pt/妄想族）
- セクハラママさんバレー! 6  ハイレグブルマ姿の人妻11人が挑む過酷なエロトレーニング（6月27日、かぐや姫Pt/妄想族）
- 流川莉央で、ヌキまくりの380分!（6月27日、オーロラプロジェクト・アネックス）※単体ベスト
- 明日にはパパになるっていうのに、こんなことしていいんですか? 流川莉央（6月30日、ドリームチケット）
- 僕が知らない幼なじみの裏顔。 流川莉央（7月11日、ダスッ!）
- 束縛の激しい妻にオナニーすら禁じられた僕は、出張先で出会った女性担当者の深Vネック誘惑に負けて何度もハメまくってしまった 流川莉央（7月11日、アリスJAPAN）
- 目指せ校内童貞0%!? ウブな男子に笑顔で寄りそう教室のアイドル リオとナナミ、仲良しコンビの初SEXサポート 流川莉央 横宮七海（7月11日、Million）
- ど田舎に転校したら同級生は全員女子 都会から来たボクにまさかのモテ期!? セックスしか娯楽がなく『東京チ○ポ』とアダ名を付けられたボクの家に放課後ダラダラたむろする田舎娘との夢のヤリチン生活（7月11日、SCOOP）
- 可愛い顔してデカ尻!! 流川莉央（7月18日、MARRION）
- 素人娘の全裸図鑑 31  今時の女の子12名が恥らいながら脱衣していく様子をじっくり撮影した、変態紳士のためのヘアヌードコレクション（7月18日、かぐや姫Pt/妄想族）
- 街中で眠っているヤリマン泥酔オンナ狩り眠っていて意識がないことにやりたい放題! 寝ている隙にこっそり中出し! オンナが目覚めても生ハメ続行! 「生で入ってるからダメ! お願い抜いて!」と拒むが何度イってもガン無視 高速ピストン連続中出し金玉からっぽ 2（7月20日、サディスティックヴィレッジ）
- 同窓会で再会したあの子は、マリッジブルーで溜まりに溜まった性欲を僕にぶつけてきて、自分本位のベロベロ全身リップと射精しても止まらないおかわり中出しSEXで婚前使い捨てチ○ポとして一晩中扱われた。 流川莉央（7月25日、グローリークエスト）
- 挑発パンチラ絶対誘惑ハーレムオフィス 斎藤あみり ローレン花恋 尾崎えりか 流川莉央（8月1日、MARRION）
- ～聖パイパンヌ学園～ つるつる無毛マ●コでボクを魅了する美少女たちの夢のパイパン学園ハーレム 松本いちか 皆瀬あかり 流川莉央（8月8日、Million）
- 黒パンスト尻 美人上司がからかいパンストパンチラ誘惑してきて、僕のチ○ポでストレス解消してきた!（8月24日、SWITCH）
- 妻がいる至近距離で平然とマッサージしながらこっそりチ○ポを挿入し腰振り騎乗位で中出しまでさせるエステティシャン 8（8月24日、ナチュラルハイ）
- 湘南の海で眩しく輝いているW水着ギャルにデカチン童貞君をプレゼント!? ヤバっマジで大きい（ ﾟДﾟ） ウブなデカマラにサマーガールもエチエチ発情ww スケベに優しくSEX教えながら「ヤッてみる?」そのまま逆3Pハーレム状態で生ハメ筆おろし! ドクドク中出しFESTIVAL 2（8月25日、赤面女子）
- 素人ナンパでセンズリ鑑賞 16 見るだけでいいんです! だからちょっと僕のチ●ポ見てもらえませんか?（9月12日、かぐや姫Pt/妄想族）
- 精子だけは譲れない。巨乳好きの弟が喜ぶ日替わり姉妹丼中出しSEX 弥生みづき 流川莉央（9月26日、ROYAL）
- 突然の大雨による運休でズブ濡れ姿の姪っ子がボクの部屋にやってきた…女として意識した事なかったのに貸してあげたワイシャツの隙間から無防備に覗かせるオッパイやパンツがチラついて理性崩壊!! 無自覚アピールしてくる誘惑に葛藤の末に負けてしまった最低なボク。（9月26日、SCOOP）
- 事故で頭を打ってから妄想が現実に! おっぱい丸出しで誘惑して何度も僕の精子をヌイてくるW神乳美女 弥生みづき 流川莉央（10月10日、unfinished）
- Gカップ巨乳美女がハマる性感ぬるぬる絶頂オイルマッサージ 流川莉央（10月16日、MAXING）
- 超裏オプ全開!! 予約3カ月待ちの高級ド痴女メンエス嬢との悶絶必死Wセラピスト施術!! 紙パンツを突き破る勃起チ○ポを昇天させる神業ハンドテクで責め続ける怒涛のエロマッサージ (＾＾；)（11月10日、赤面女子）
- J〇校内媚薬 ちょっとナマイキな制服美少女を非合法媚薬で快楽堕ちさせる!! 媚薬が入った女はカラダが火照り、教室でも保健室でも極悪チ●ポの誘惑には勝てずによだれ垂らして連続絶頂!! 全員パイパンSP（11月14日、SCOOP）
- 兄夫婦宅へ遊びに行ったら風呂上がりの兄嫁と鉢合わせてしまい火照ったカラダの色気にフル勃起!! 隠し切れない股間のテントに兄と性生活で不満だらけな兄嫁の性欲が爆発! 兄から隠れてハメたチ●ポが想像以上に相性がバツグン即イキビクビクの兄嫁に何度も大量NTR中出しセックス!!（11月28日、SCOOP）
- 新・官能的痴漢行為（12月26日、ながえSTYLE）

- 万年補欠の野球部員の僕は、幼馴染の小悪魔チアガール姉妹による完全交代制フェラチオで毎日練習できずにチ○ポ献上からの不本意暴発させられてます…。 末広純 流川莉央（1月23日、グローリークエスト）
- 予約半年待ちリピ率100% 某メンズエステ店 密室 × 密着 イキ過ぎた禁断サービス 19（2月2日、DOC）
- 出張パーソナルトレーニングのインストラクター盗撮 鍛え上げられたキツマンにデカチンSEX中出し交渉（2月9日、赤面女子）
- 【個撮】どこでもフェラ 14 11人（2月20日、かぐや姫Pt/妄想族）
- How to学園 観たら【絶対】SEXが上手くなる教科書AV 【生中出し編】 流川莉央 弥生みづき（3月12日、バレマンッ!!/妄想族）
- 天使みたいに優しくて可愛いナースさん! 「早漏に悩む童貞君の暴発改善のお手伝いしてくれませんか?」男性器慣れしているようで意外とウブな看護師さんが早漏すぎる童貞君にムラムラ膣キュンしちゃって生中出し筆おろしSPECIAL!（3月22日、赤面女子）
- 近親相姦 母の愛玩人間 流川莉央（3月31日、マザー）
- ペア練習中にマンスジ見て勃起した亀頭先をアソコに押し当てブルマ越し1cm挿入で誘惑する女子陸上部員に辛抱たまらずフル挿入何度も中出ししまくった 流川莉央（4月9日、アリスJAPAN）[7]
- オナサポ!! 女子○生 着衣で全裸で挑発的ダンス 6（4月23日、かぐや姫Pt/妄想族）
- 下の階に引っ越してきた人妻が巨乳すぎる! 押しの弱さに付け込んで大きくてやわらかいおっぱいを堪能しながら中出し 流川莉央（5月7日、ミセスの素顔/エマニエル）
- 美女たちと至高のひととき 上品な淫語と下品な亀頭責めで男性を虜にさせるランジェリー極上搾精エステサロン 尾崎えりか 末広純 流川莉央（5月14日、Million）
- 姉の家の居候ニート女友達が無防備な部屋着でモテないボクをまさかのドすけべオナニー誘惑!!（5月14日、BAZOOKA）
- 黒パンストデカ尻CAの固定ディルド当てゲーム 利き竿イッポン勝負! 見事当てたら賞金100万円! 外せばその場でデカチン即ハメ! ディルドでイッた直後の敏感マ●コに彼氏より大きいチ●ポでハメられイキまくった客室乗務員は中出しも拒めないのか!? 4（5月21日、はじめ企画）
- ヤリモク生ナンパ // YSP × DIARY 【ヤリ捨てポイinカブキチョー】SEASON2（5月24日、赤面女子）
- どこでもおしっこ! 素人娘の大放尿28人 スロー再生でじっくり鑑賞できるマニア向け映像 9（6月4日、かぐや姫Pt/妄想族）
- BODY JACK 2 ～憑依ドラマチック体験～ 末広純 流川莉央 美丘さとみ 五十嵐美月 水月ありす（7月11日、ROCKET）
- 満員電車の人混みに押され巨尻をチ○ポに擦りつけ勃起させてしまう女はエロ尻を触られても断る資格はない（7月11日、ナチュラルハイ）
- 素人水着美女限定! 超特濃? 初めての密着混浴ローション風呂体験! 全身ぬっるぬるで感度急上昇!? 恥じらいソーププレイでそのままヌルっと生挿入! 連続中出しSEX（7月12日、赤面女子）
- おま●この形状まるわかり! 薄いパンツの上からマン汁ぬるぬる透けオナニー 12（7月16日、かぐや姫Pt/妄想族）
- 【ご奉仕特化SOAP】ご主人様のザーメンを体内に中出し × ごっくんでぜ～んぶ注入する全裸メイドWソープ（7月23日、Million）
- ノーハンドフェラは奴隷の証! 12  手を使わずにフェラチオする11人の素人娘（7月23日、かぐや姫Pt/妄想族）
- ビーチにいた水着美女に濃厚精子を大量ぶっかけ! 怒涛の即フェラ顔面口内どぴゅぴゅ射精ラッシュ! 真夏の陽気でいつもより大胆な濃厚フェラチオかます素人ビキニギャル10名（7月23日、S級素人）
- ファーストクラス絶品人妻ナンパ 21（8月9日、ホットエンターテイメント）
- ドMクンが大好物の仲良し変態ヤリマン痴女GALが絶倫M男クンを呼びつけ即ヤリ搾精しまくり! 朝日が昇るまで貪り合い甘サド生パコで禁欲チ〇ポがバグるまで中出し・ごっくん11射精1男潮で金タマが空っぽになるまでぶっこヌキ!（8月22日、FALENO TUBE）
- たっぷり巨乳とむっちり巨尻のマイクロビキニボインたちに囲まれ、挟まれるもっちもち肉感パラダイスSPA 水原みその 姫咲はな 流川莉央（8月27日、Million）
- 排卵マッサージ!! 妊活中の巨乳人妻が利用する派遣マッサージでポルチオ愛撫した後に行われる卵子略奪孕ませ確定中出しSEX（8月27日、SCOOP）
- 男も思わず喘ぐフェラテクAV女優17名の撮り下ろしフェラチオ200分（9月3日、MAX-A）
- 幼なじみの巨根を溺愛! 無防備が過ぎる莉央の過激誘惑! 全裸よりSKBな透明バニー痴女のベロキス杭打ち騎乗位 流川莉央（9月10日、クリスタル映像）
- 至極の南国メンズエステ 男を極限まで焦らして快楽デトックスさせる痴女エステ嬢（9月10日、BAZOOKA）
- 美女イカセ合い絶頂ループ! 追撃おま○こ膣掘りレズエステ（9月15日、ピーターズ）
- 「ウチらの濃厚レズキス見てシコシコしていいよ」 見せつけベロチュー! 唾液だらだら交換! 仲良しイチャLOVE!で焦らされ、ラブホでザーメン抜かれ続けたボク 流川莉央 末広純（9月17日、MOODYZ）
- 自宅出張インストラクター隠し撮り 300分 8人収録（9月17日、赤面女子）
- AV女優とAV男優 本気のリアル合コンモニタリング 尾崎えりか 末広純 流川莉央（10月1日、MAX-A）
- もしも2人が交際したら… 好きが溢れる1日になりました。双子コーデでお出かけしてお風呂に入ってキスをして24時間限定のお泊りおうちデート 流川莉央 尾崎えりか（10月10日、凸凹はぁと）
- 【極画質】「制服・下着・全裸」でおもてなし またがりオマ○コ航空 17 キツマン便 友田彩也香 流川莉央 末広純 永瀬かれん（10月10日、SODクリエイト）
- 素人ナンパでセンズリ鑑賞 20 見るだけでいいんです! だからちょっと僕のチ●ポ見てもらえませんか?（10月15日、かぐや姫Pt/妄想族）
- 顔で抜く!! 顔面ドアップPOV 関西弁でイチャサド射精管理してくる年上彼女との同棲生活 流川莉央（10月22日、SEX Agent/妄想族）
- コスプレ妄想エロファンタジー 超卑猥なオープンクロッチ 穴あき下着に激ピス 尾崎えりか 流川莉央（10月22日、ミル）
- 逆襲痴女ハーレム 僕たち社内陰キャはLI●EをブロックしやがったOL女子カースト社員どもを中出しレ×プしたら、逆襲ハーレム鬼騎乗位で何度も射精させられて 望月つぼみ 弥生みづき 末広純 流川莉央（10月22日、本中）
- 素人バラエティ 湘南地元妻乳首責め＆素股抜きチャレンジ! 巨乳妻が「ごめんねぇッ」と子供に謝りながら、ギン勃起デカチンを一心不乱に膣に擦り付け発情! 罰ゲームのことなんか忘れて、自分から騎乗位で挿入! ナマ中出しをおねだり!!（10月24日、サディスティックヴィレッジ）
- ナチュラルハイ25周年記念作品 こたつの中で彼氏の妹に媚液手マンでイカされた快感が忘れられず追い媚をねだる多幸感レズ狂い女3 増量版（11月21日、ナチュラルハイ）
- フルバックパンティでおもらし顔面騎乗（11月26日、SEX Agent/妄想族）
- 脱出・おひとりさまクリスマス!恋愛ナマ大乱交リアリティーショー 無制限射精中出しパーティー!! 末広純 弥生みづき 流川莉央 琴音華 美園和花（12月24日、本中）
- 【個撮】どこでもフェラ 18 11人（12月24日、かぐや姫Pt/妄想族）
- ドアップイキ顔とドアップマ●コを堪能する2画面オナニー（12月24日、SEX Agent/妄想族）

- 男も思わず喘ぐフェラテクの持ち主15名の撮り下ろしフェラチオ180分（2月4日、MAX-A）
- 女性用風俗盗撮 本番交渉してくる素人女性のスケベな実態を隠し撮り 都内某店を利用する女性客4名（2月4日、変態紳士倶楽部）
- ぶっかけ肉感デカ尻秘書は乳首ビンビンにして社員を誘惑する淫乱痴女 流川莉央（2月11日、WEEKENDER）
- 股間まで3cm! シックスナイン施術でアソコの熱気が伝わるほど顔ギリギリに近づけ誘惑する美尻メンエス嬢 VOL.3（2月20日、DANDY）
- 密着添い寝手コキ（4月1日、OFFICE K’S）
- 美人OLの匂い立つ黒パンスト脚コキ 2（4月1日、OFFICE K’S）
- 欲求不満な美尻妻が刺激を求めて、夫には絶対見せられないセクシーOバックで男をとっかえひっかえ誘惑ハーレム中出しSEX 弥生みづき 流川莉央 有岡みう 皆月ひかる 有加里ののか（3月1日、OFFICE K’S）
- ちんシコ誘惑オナニー（3月15日、プリモ）
- 洗っていない汚チ●ポでもお構いなし!? 素人娘の即尺フェラチオ 口内発射編（3月18日、うさぎ/妄想族）
- 見せつけフェラからの他人棒ザーメンキッス 2  究極のM男凌辱プレイ（3月25日、SEX Agent/妄想族）
- しろうとがーる vol7 えっちなしろうと娘 4名 全員ナマ中出し（4月8日、しろうとがーる/妄想族）
- 白濁愛液ベットリ!! 素人娘が初めての黒ディルドオナニー (8)（5月1日、OFFICE K’S）
- ヤリサー合宿旅行 2【ヤリサー】と噂のテニスサークルで乱交体験!（5月13日、Hsoda）
- 連れ子のプリ尻ヤリギャルJ系は年中性欲ノンストップ! 妻がいようと構わず種搾りプレスでボクの子種を摂取し続ける逆家庭内NTR 流川莉央（6月10日、Million）
- 12脚のイスにピストンバイブを仕掛け合う究極の心理戦ピストンバイブイスゲーム 完全版 美園和花 弥生みづき 流川莉央 末広純（6月12日、SHIGEKI）
- 人妻さんいらっしゃい 僕の自宅でハメ狂った熟女さんをひっそりすべて盗撮しました。22（6月24日、お持ち帰り/熟女卍）
- 派遣型元気回復サービス! 疲れ切った現代男子の股間に活力を与えるノーブラ中出し応援チアガール（7月8日、BAZOOKA）
- 「こんなところでゴメンなさい…。でも、もう我慢出来なかったの…」 VOL.2 トイレが故障で使えず膀胱限界の放尿婦人27人（7月15日、アクアモール/エマニエル）
- 極上テクは心を癒やし精子を搾り出す! 超人気回春メンズエステ 流川莉央（8月20日、プラネットプラス）
- 真夏のビーチで生マ○コ筆おろし! 元芸能人級の最強水着ギャルたち12人とバッキバキ童貞勢が体液ぐっちゃぐちゃで大乱交スマ○ラ状態! 止まらない物価高とは逆行する超お得長尺300分SP!（8月22日、赤面女子）
- 爆ヌキ鬼どぴゅパネェ性欲えげつねー卑猥女に唾液にゅっるにゅるでメスサド誘惑されたらもうわしゃオシマイや! いっぱいローションぬ～るぬる! トランス性交 流川莉央（8月26日、ダスッ!）

### アダルトVR
- 夜勤明けで寝ようと思っていたら隣から聞こえるお姉さんのオナニー声!! 壁ドンしたら突然部屋にやってきて滅茶苦茶テクニシャン(実は夜勤明けのデリヘル嬢だった!)でイカされまくったボク!!（9月14日、MOODYZ）
- スタイル抜群な巨乳メイドのTバック尻に即ズボッ!! ボクのことを好き過ぎるご奉仕メイドとのなんともうらやましい日常。（9月21日、CRYSTAL VR）
- ぷにもちGcupオッパイ×ベロテクでご奉仕!! 癒しメイドの完全射精サポート性活（9月26日、KMPVR）
- 絶倫女子大生の終わりなき発情。 関西弁でグイグイ迫ってくるスキモノ彼女とハードピストン5発ドッピュン（9月28日、kawaii*）
- 隣に住む清楚系お姉さんの家から毎日のようにエッチな声が聞こえてくる! ある日「助けてほしい」と言われてから、ボクはお姉さん専用の射精中出しチ○ポになった！（10月14日、unfinished）※「莉央」名義
- 塩対応パパ活女子を粘着おじテクで焦らしまくって中出し懇願させる夜（10月14日、CASANOVA）
- 「ショート? 黒髪ロング？どっちがタイプなの?」新歓コンパで潰されお持ち帰りされた僕は… チ●コ不能になるまで無限射精させられるW巨乳痴女サンドイッチ逆3P 上白美央 流川莉央（12月21日、kawaii*）

- 可愛い後輩の裏の顔… 閉じ込められ精液を搾り取られ続けた強欲な腰使い 流川莉央（1月31日、KMPVR）
- 【時間無制限! 発射無制限!】大人気の指名率No.1京都出身・方言激カワGカップ美巨乳泡姫による極上のお・も・て・な・し【即尺・洗体・エロマッサ!】中出し懇願してくる早漏ドスケベ嬢に【口内射精・挟射・中出し3発】ゴムNG! 子作り孕ませOK! 高級ソープ 流川莉央（3月20日、こあらVR）
- メンズエステ店でこっそり本番しちゃう激カワ方言ど助平Gcup神乳お姉さんに誘惑されて【おチ○ポ馬鹿になるまで一滴残らず搾り取られた!】 ザーメン10発射【手コキ・尻コキ・足コキ・口内射精・挟射2発・中出し3発・顔射】 流川莉央（4月11日、こあらVR）
- 手袋に包まれて射精する快感。【手袋フェチ手コキ特化VR】14人完全撮りおろし（5月1日、こあらVR）
- SUPER ’WET’ 特選美女爆汗プレミアム一番搾り 美女の汗は飲み物です 最後の一滴まで飲み干す快感（5月4日、KMPVR）
- スローセックスVR ～ねっとり… じっくり… キスしながら 種付けスローピストン～ 流川莉央（5月28日、KMPVR）
- 《領域展開 / 地面特化 × 天井特化》究極3P密着サンドイッチセックス。入社後、初出張でまさかの相部屋!? 巨乳女上司2人に逆持ち帰りされ朝になるまで連続射精セクハラされた夜 優梨まいな × 流川莉央（6月5日、SODクリエイト）
- Hのときに恥ずかしがって声を出さない彼女にこっそり媚薬を飲ませたらかつてないガチイキ繰り返し下品で淫らなアヘ声オホ声連発「ん゛ん゛っほお゛お゛ぉぉ！イ゛グぅっイ゛ッグう゛う゛ぅぅ!!」 本気キメセクに我を忘れて絶叫アクメ 流川莉央（6月30日、アリスJAPAN）
- 見下されバカにされながらながら受ける 電気あんま（7月22日、SPICY VR）
- 過保護すぎる姉が一人暮らしを始めたボクを心配し事あるごとに様子を見に来るのだが… ～ブラコン姉との親には内緒の近親相姦性交～（7月31日、TMA）
- 私のお気に入りのパンティを見せてあげるから、オナニーしてね♡（8月15日、KMPVR）
- ノーモザフェラVR (vrkm1092)（8月26日、KMPVR）
- 乳首舐め手コキの天才カウントダウン5射精するまで乳首もチ○ポもお留守にしないチュパシコ特化型VR（8月31日、アリスJAPAN）
- 俺とシたかったらチ●ポ勃たせて全部腰振って!! いいなり美少女Gカップレイヤーと完全受身 ゴムなし生ナカ王様性交 流川莉央（10月11日、Cosmo Planets VR）
- 終電逃した女友達が泥酔状態で僕の部屋にやってきたドチャシコイ話 流川莉央（11月29日、P-BOX VR）

- 【8K超・超高画質VR】「いっぱい膣中に♡出してくれた?」【本番禁止なのに挿入懇願】してくるエロ可愛くて人気No.1のGcup美巨乳神キャスト! 生ハメして精液搾取してくる絶頂連発の敏感おっパブ嬢に【素股手コキ・中出し3発】お店に内緒で孕ませ中出し裏オプSPECIALコース! 流川莉央（1月2日、こあらVR）
- 彼氏とのデート直前【67分前…】誰にバレてもおかしくないデパート駐車場でGcupのエロすぎセフレと秘密のNTR生性交! 【絶頂 & 潮吹きアクメ】連発の早漏愛液ダダ漏れ女を猛ラッシュ【挟射・中出し5発・顔射】密室汗だく灼熱カーセックス 流川莉央（4月7日、こあらVR）
- 1軍女子のカラダを召喚して勝手にイカせまくるポータルま●こVR 流川莉央（4月8日、SODクリエイト）
- 性欲が暴走した息子の嫁から強制的に寝取らされ、射精直後も責め続けられる追撃不倫 流川莉央（4月27日、KMPVR-彩-）
- 観光客に話題沸騰! インバウンド風俗花魁系ピンサロ『OMOTENASHI』裏オプ黙認で爆ヌキ花びら回転! 抜きまくりヤリまくりの生本番! 宮西ひかる あやせ舞菜 流川莉央 酒井莉乃 市川ななみ 横山夏希（4月30日、TMA）
- 洗脳病棟24時8KVR 院内の看護師・患者・女医を支配征服中 末広純 流川莉央 柏木こなつ 琴音華 真白みのり 紫月ゆかり（6月10日、SODクリエイト）
- 窒息するほどグラマラストリプルハーレム痴女SPECIAL スーパーボディ映え8K超高画質 & エロテーマパークでイキまくり15射精!! 推川ゆうり 末広純 流川莉央（6月19日、MOODYZ）
- 「ウチらのキスで脳イキしてあげる♪」 女子寮に入ったボクを絶対キス領域に引きずり込むベロちゅうハーレム 小那海あや 胡桃さくら 流川莉央（6月28日、KMPVR-彩-）
- フェラ尻見せつけJOIからの他人棒ザーメンキッス（8月23日、AQUA）
- エロ偏差値なら80越え!! ヤリマンGcup不良J× 足を痛めて保健室にいた僕で性欲を解消する馬乗りSEX 流川莉央（9月6日、KMPVR-彩-）
- マルチ商法で荒稼ぎするGカップ美人セールスレディの爆ヌキ営業 流川莉央（9月18日、P-BOX VR）
- Gカップで美人な嫁は性欲モンスター! 帰宅10秒で強制勃起 無制限中出しを迫られる（悪）? 夢のような結婚性活 流川莉央（10月23日、P-BOX VR）
- 救急外来の手が回らない病院から家に送られてきたのはSEX以外の手際が悪い派遣看護師 流川莉央（10月27日、KMPVR）
- 豪華客船裏カジノドリーム 人生逆転巨乳バニー中出しハーレム 美園和花 百永さりな 流川莉央（10月31日、TMA）
- 美女7人のケツ穴くぱぁ～を近距離ガン見VR 6（11月27日、P-BOX VR）
- パイズリ! 尻こき! フェラチオ! ノーモザオチ●ポ弄り! ディルドーイカセVR（11月27日、P-BOX VR）

- エアコン無し四畳半で言葉もかわさず汗だくだくSEX没頭ケツ肉ぱちゅんぱちゅん当たるピストン音と耳元で漏らすハァハァ音が鼓膜をくすぐるASMRサイレント性交 流川莉央（1月31日、アリスJAPAN）
- アナル見せつけオナニーサポート（2月7日、AQUA）
- ノーモザでおっぱいを100%楽しめる肌色ディルドパイズリ挟射5連発 亀頭から根元まで包み挟むデカ乳圧迫サンド＆爆速もちぷるストロークで必ず射精まで導く至福のパイズリ体験VR（5月31日、アリスJAPAN）
- 夏本番! ビキニギャルハーレム ～プールを占領するビッ痴女お姉さんと、水中でも陸上でもぶっこ抜き逆4P～ 瀬那ルミナ 北岡果林 流川莉央（7月24日、SODクリエイト）
- デカ尻P活女子のとろける関西弁甘えささやきでお金もザーメンも搾り取られたボク。 流川莉央（8月11日、KMPVR-彩-）

### アダルト配信
- RUCA（9月22日、素人ホイホイSH）※「RUCA」名義
- #932 Rio（9月23日、S-Cute）※「Rio」名義
- 【美脚 × 美尻 × ストッキング】今回来てくれたのはストッキング破かれ屋という商売をして稼いでいる謎の巨乳女子!! 一見おとなしい清楚系かと思いきや話しを聞けば聞くほど出てくる貞操観念ぶっ壊れエピソードに終始圧倒されっぱなし!! ストッキング破かれ＝セックススイッチオンでビショ濡れなリオちゃんを前に我慢できるはずもなく3発射!!! ＜エロい娘限定ヤリマン数珠つなぎ!! 〜あなたよりエロい女性を紹介してください〜 112発目＞（9月23日、プレステージプレミアム）※「りお」名義
- 【上京したてで方言が抜けない性欲強そうな風俗嬢】アプリで知り合った風俗ギャルと待ち合わせ。ドリンクに眠剤を仕込み、ヤリたい放題で中出し2回【自宅連れ込み/睡眠姦】（9月26日、しろうとまんまん）※「りお」名義
- マジ軟派、初撮。 1854 【スレンダー×G乳×美尻】めちゃシコBODYの現役女子大生!ランチの約束をすっぽかされたところをインタビューと称してナンパ!奔放な彼女はセフレを2〜3人ローテで回しているらしいが…顔もカラダもエロさも完璧!そりゃ男がほっとかないわ!!（10月9日、ナンパTV）※「りお」名義
- 跳ね馬ちゃん（10月13日、しろうとヤッホー）
- 【精子絞り尽くされちゃう!?】タイトなジーンズも難なく着こなす引き締まった尻にGカップおっぱいのナイスバディなお姉さんは、チ○ポを咥えたらいやらしい音を立てて延々しゃぶり続ける変態さんだった……!? ネットでAV応募→AV体験撮影 1910（10月15日、シロウトTV）※「りお」名義
- りお (scute1284)（11月11日、S-Cute）
- りお 2 (scute1285)（11月12日、S-Cute）
- 小澤るか（11月17日、東京恋人）
- りお (18) / バイト先の上司と不倫する激カワ美巨乳J♪ 【1限目】誘い受け彼女にムラムラが止まらない! 可愛いトロ顔でご奉仕してくれたメスガキマ○コにパンパン挿入・ドップリ中出し! 【2限目】エチムチチャイナ服で精子が暴発寸前! ハリツヤ満点の美尻に本能全開ワンちゃんピストンで濃厚種付け! 【課外授業】外の音が聞こえちゃうくらいの露天風呂でドキドキ搾精フェラ!（11月24日、しろうとまんまん）

- りお & てつや（2月21日、俺の素人-Z-）
- R.R（3月10日、素人ホイホイLOVER）
- りお (buz031)（3月26日、Buzzシロウト）
- ※Gカップ美白美少女の潮吹きマクラはめ撮り3搾精 ※【悪徳Pのセクハラオーディションinラブホ】【彼氏に内緒でオナ演技審査からの手マン潮吹き実演!!】【SEX大好き舞台女優の豊満色白Gカップ激震の鬼太Pチン激ピス & イラマ】【隠れマゾのムッツリスケベ発覚の連続搾精なまナカ出し!!】えちえちアクトレスNN性交3発射SP!! 【ハメ撮りとれちゃいました：19】 フリー舞台女優… 彼氏に内緒で悪徳Pとオーディション in ラブホ!! Gカップがその毒牙に… / るかちゃん 20歳（4月7日、プレステージプレミアム）
- りおな (orev033)（4月8日、俺の素人-Z-）
- あどけなさと色気の黄金比美人! 【色白美くびれ × お椀型Gカップ】「この数珠つけてから調子いいんです♪カルマも浄化してくれて…」と謎のパワーストーンを紹介されるが…陥落ホテイン! 脱がすとスベスベの美肌! 抵抗虚しく粘着ピストンで大量潮吹き! すっかりメスの顔でだらしない吐息を漏らしながら… うねる腰使いがエロすぎww 火照ったカラダを淫らにくねらせ恍惚の表情でイく!!：case10 サヤカちゃん 21歳 開運マルチ（4月8日、プレステージプレミアム）
- ラグジュTV 1663 かなえ 26歳 ホテルのラウンジ 令和の二刀流! 痴女プレイからドMなおねだりまで、なんでもありのハイブリッド美女! 自分から腰を振り、電マを押し当て貪欲なセックスを披露!（4月10日、ラグジュTV）
- 【垢BAN級ドエッチG乳ライバー美少女が参戦!!】【色白G乳!! S級美少女!! 豪華連続中出し!!】【ドエッチ肢体フル活用で誘惑!! 配信事故すれすれ過激映像!!】顔もお乳も超一級!! Gカップ美白美少女ライバー見参!! エロコスにオナ二―からの濃厚フェラ配信!! 今回は課金配信なまなまSEX2連続を収録!! _＃被写体希望_＃26 りお 20歳 / G乳美少女ライバーがなまチンなま挿入を生配信で連続昇天!! 投げ銭ちゃりんフィーバーSP（4月21日、プレステージプレミアム）
- 【京都出身Gカップ女子大生】激カワ爆乳な現役JDを彼女としてレンタル! 口説き落として本来禁止のエロ行為までヤリまくった一部始終を完全REC!! はんなり京都弁のおしとやかJDは一皮剥いたら爆エロGカップ娘!!! 凄い杭打ち騎乗位で爆乳揺らしてイキまくるっ!!! 【繁殖不可避の小悪魔エロ兎】 りおちゃん 21歳 京都出身JD（4月22日、プレステージプレミアム）
- ＜超逸材発掘!＞ AV女優に憧れ… AVの世界は優しく無いよ? 笑某庭園で清楚で美人な彼女を発見! 彼とは散歩中に知り合ったらしい。ピュアな彼女と思いきや実はAV好き。アダルトの仕事を打ち明けると即食い付き、OKww 憧れのAV女優みたいに有名になりたい。色んな仕事をしてみたい!とか。彼女を応援したい彼は渋々賛成で撮影決定。脱げば即濡れ・超敏感! 顔良し身体もエロい。皆さんこの娘逸材です。でもそんなに甘く無いのがこの業界。中出しもしっかり完遂しますw まゆみさん (23) 若手の洋服デザイナー（4月27日、NTR.net）
- 【品川】ゆみさん【メンエス】（5月9日、ダマちゃん。）
- リオ（5月14日、えちえち素人）
- 【はみ乳ムチ尻! 脱がすとエロい! 脱毛エステティシャンのスベ肌BODY!】 ラグジュアリーな容姿の美顔エステティシャンがドS男に無茶苦茶にされ…乱れ狂う! はち切ればかりのG乳を揉みしゃぶる! いやらしい目付きで上目遣いフェラ! 美麗パイパンマ○コを刺激→快感開脚おっぴろげ! 紅尻スパンキングに悶絶の性反応! 超ハードFUCK中出し3連発!! 【なまハメT☆kTok Report.65】【Rio】（5月20日、街角シロウトナンパ）
- めぐみ（6月22日、シロハメ）
- Rちゃん (gerk514)（6月23日、ゲリラ）
- りお 3（7月15日、S-Cute）
- りお (ad115)（7月28日、アイドリ）
- めい & りお (oreco413)（8月11日、俺の素人-Z-）
- りお (gerk527)（9月7日、ゲリラ）
- りおさん 2 (gerk539)（10月19日、ゲリラ）
- Rちゃん 2 (gerk544)（10月29日、ゲリラ）
- 【快楽堕ちなし】ナンパ→拒否られるも→ゴウインSEX-キャバ嬢(20歳)【最後まで抵抗、性的同意なし】ひまり 20歳 キャバ嬢 (歌舞伎町ファブリ●ク高級店)（12月8日、ゴウインナンパ）

- りおさん (oreco594)（2月4日、俺の素人-Z-）
- M181ちゃん & R181ちゃん（2月9日、蜃気楼）
- Rちゃん (oremo143)（3月2日、俺の素人-Z-）
- りおさん (oreco650)（3月20日、俺の素人-Z-）
- リオ (orena016)（4月20日、俺の素人）
- るかりお（4月23日、オモチカエリ）
- 【メンエス隠し撮り】関西弁がソソる美麗BODYのセラピストが鼠径部キワッキワまで攻め発射まで導く様子を激撮。ギンギンに勃起したチ●ポを気に入り普段ならさせない本番→尻をぶるぶる痙攣させ絶頂中出し…。オイルと愛液が混じる超濃厚施術でSKR。#担当:りお（5月2日、ドキュメントdeハメハメ）
- リオ (oreco700)（5月10日、俺の素人-Z-）
- 利用者No.008 R様（5月24日、レンタルなんもしないけど勃起はする人）
- りおさん（6月30日、BiBiD）
- R (spay430)（7月2日、素人ペイペイ）
- りお (oreco768)（7月10日、俺の素人-Z-）
- りお（7月13日、れいわしろうと）
- りおちゃん 3 (gerk601)（8月9日、ゲリラ）
- るかちゃん (ntk779)（8月17日、れいわしろうと）
- 【ずっっっしり質量のGカップと肉厚桃尻がシコすぎる白衣の天使とのハメ撮り記録】京都弁がカワイイ新人ナースがSNSでハメ撮り応募! セックスで豹変!? はんなり美少女のマ●コをチ●ポで突くと「イグゥ…ッッ」デカ尻騎乗位で精子搾り取り濁点喘ぎでのけ反り絶頂! 白衣で隠されたドチャシコボディをカメラの前で惜しげもなく晒してイキまくり連続中出し & 顔射3連発! 【あまちゅあハメREC＃あみ＃ナース】（8月27日、MOON FORCE 2nd）
- りお 2 (orena022)（9月6日、俺の素人）
- りお (sika421)（9月13日、白完素人）
- りお (peej004)（9月27日、女性用風俗盗撮）
- 女蛇 -メデューサ- 降臨。目につけた獲物(ち●ぽ)をガチガチにしてしまう。彼女がいても理性を失う破壊力! 禁断の寝取りドキュメント!! 即腕を絡ませ、おっぱいを押し付け + 顔ラン最強の上目遣い攻撃の誘惑逆ナンで男は虜に…。杭打ち騎乗位 + 絡みつく膣圧で中出しさせるまで離さない攻撃力MAXの最強痴女!! 【NTRリバース】 みいちゃん 23歳 エステティシャン（10月13日、プレステージプレミアム）
- りお 2 (sika425)（10月17日、白完素人）
- Rio & Jun (srt2005)（10月18日、しろうとがーる2）
- 夢見るガチ可愛コスプレイヤーが来た! どエロ滑らかボディに枕営業レクチャー! 【あいり(20)】（11月29日、ドキュメントdeハメハメ Plus）

- 【極上痴女の逆NTRセックス】他人の彼氏が欲しくなる、究極の八方美人小悪魔ビッチ! 可愛らしく甘えるように男を誘惑しつつ、性癖むき出しの淫乱テクで骨抜きにする! 色気たっぷりのグラマラスボディ! プリプリの美尻とキュっと締まったクビレをうねらせて杭打ち騎乗位！精子を一滴残さず搾り取る略奪中出しセックス!! 【痴女のメス堕ち】 リオ 24歳 経営者（4月5日、街角シロウトナンパ）
- りお (jzt108)（5月9日、ぎがdeれいん）
- りお (agi018)（5月10日、キミきめ）
- りお (deas004)（5月11日、電影シロウト）
- ドスケベ淫乱M天使降臨! ハロウィンに集ったエロいオンナ!中出し & 口内射精3発! SUPER NANPA BROS in渋谷 feat自称淫乱天使a.k.a.エロ肉オナホ (pao009)（6月18日、はめちゃん。）
- 失恋した挙句、セフレ扱いされてる先輩が可哀想だから、乳首つまんで絶頂させてあげた。「あかんよ…」って言うけど、マ○コはびしょ濡れ。会社では結構すましてるクセに中に挿れると「一番奥好きぃ」ってチ○ポに甘えて、子宮で感じまくりでした、、、 りお 26歳 広告代理店（6月20日、くりーむぱい）
- ゆり (ymtk093)（6月27日、やみつき熟女）
- ゆり 2 (ymtk094)（6月27日、やみつき熟女）
- りおさん (orena088)（7月3日、俺の素人）
- つっきー (yryr015)（7月29日、ヤリサーちゃん。）※一部、下記作品(yryr016)と同一内容を収録。
- りおぴん (yryr016)（8月1日、ヤリサーちゃん。）※一部、上記作品（yryr015）と同一内容を収録。

### デジタル写真集
- やさしい眼差し 流川莉央（2022年11月18日、プレステージ出版、撮影：C:TAKERU）※【グラビア写真集】と【ヌード写真集】の2種類あり。
- 第1回紅白全裸雪合戦（2022年12月28日、小学館、撮影：扶桑光） [8]